# Amaru Topa Inca
Amaru Yupanqui ook wel Amaru, Inca genoemd (van Quechua Amaru Yupanki, Amaru Tupaq Inka was een mederegent van de Inca's. Hij regeerde in de jaren 1450. Vaak erkend als een kalme en barmhartige soeverein, was hij verre van een bloeddorstige krijgsheer. Ondanks zijn kwaliteiten maakte zijn minachting voor oorlog hem ongeschikt om te regeren. Daarmee ontbeerde het Incarijk een keizer met ervaring om de militaire aangelegenheden van die tijd het hoofd te kunnen bieden.